# 리에주 시립 대학교
리에주 시립 대학교(Université de Liège)는 벨기에 리에주 주 리에주에 있는 4년제 공립 대학교이다. 1817년 첫 개교되었다. 공식 언어는 프랑스어이다.